# Gunther Rodehau

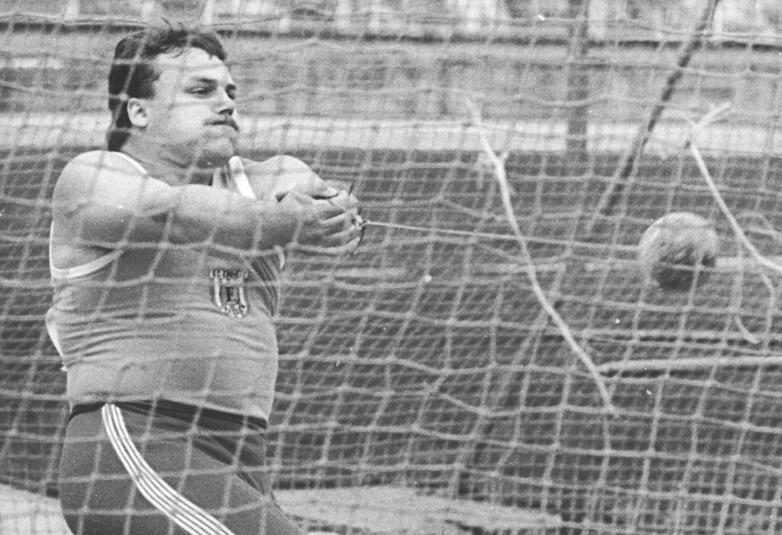
Am 3. August 1985 wirft Gunther Rodehau mit 82,64 m neuen DDR-Rekord

Gerhard Gunther Rodehau (* 6. Juli 1959 in Meißen) ist ein ehemaliger Leichtathlet, der für die Deutsche Demokratische Republik startend zweimal Europameisterschaftsvierter im Hammerwurf wurde.
Der Werfer vom SC Einheit Dresden trat zwischen 1979 und 1990 bei DDR-Meisterschaften an und startete zwischen 1980 und 1990 bei 14 Länderkämpfen für die DDR. Seine ersten großen internationalen Meisterschaften waren die Weltmeisterschaften 1983 in Helsinki. Mit 77,08 m war er auf dem fünften Platz bester Deutscher, lag aber über zwei Meter hinter den Medaillenplätzen zurück. Bei den Europameisterschaften 1986 in Stuttgart sortierte sich das Feld in drei Klassen ein. Auf den ersten drei Plätzen lagen die Vertreter der Sowjetunion mit Weiten von 82 Meter und mehr, auf den Plätzen vier bis neun rangierten mit Weiten zwischen 79,84 m und 75,36 m die Werfer aus den beiden deutschen Staaten und dahinter lagen die Vertreter der anderen Länder. Gunther Rodehau war mit 79,84 m bester Deutscher. 1987 bei den Weltmeisterschaften in Rom belegte Rodehau mit 76,18 m im Vorkampf den neunten Platz. Ein Jahr später bei den Olympischen Spielen 1988 in Seoul warf Rodehau in der Qualifikation 78,12 m. Im Vorkampf schied er als Zwölfter mit 72,36 m aus. Bei den Europameisterschaften 1990 in Split trat letztmals die Nationalmannschaft der DDR an. Rodehau wurde wie 1986 Vierter, mit 77,90 m hatte er wie 1986 über zwei Meter Rückstand auf den Dritten und dieser Dritte hieß wie 1986 Igor Nikulin.
Bei DDR-Meisterschaften gewann Rodehau zweimal den Titel: 1986 und 1990. 1984, 1987 und 1988 belegte er den zweiten Platz hinter Ralf Haber, 1985 war er Zweiter hinter Matthias Moder. Am 5. Mai 1984 warf Rodehau in Celje den Hammer auf 80,20 m und übertraf damit als erster Werfer aus der DDR die Achtzig-Meter-Marke. Nach neunzehn Tagen wurde Rodehau als DDR-Rekordler von Detlef Gerstenberg abgelöst. Seinen zweiten DDR-Rekord warf Rodehau am 3. August 1985, mit 82,74 m warf er die größte Weite seiner Karriere. Er löste damit nicht nur Matthias Moder als DDR-Rekordler ab, sondern übertraf auch Christoph Sahners gesamtdeutschen Rekord um über einen Meter. Noch 2012 liegt Rodehau mit seiner Weite auf Platz vier der ewigen deutschen Bestenliste hinter Ralf Haber, Heinz Weis und Karsten Kobs.
Gunther Rodehau hatte bei einer Körpergröße von 1,79 m ein Wettkampfgewicht von 116 kg.  In den nach der Wende öffentlich gewordenen Unterlagen zum Staatsdoping in der DDR fand sich bei den gedopten Sportlern auch der Name von Rodehau. Der gelernte Kfz-Schlosser beendete 1992 seine Sportlaufbahn und begann bei einem Autohaus.